# Ercolania endophytophaga
Ercolania endophytophaga is een slakkensoort uit de familie van de Limapontiidae. De wetenschappelijke naam van de soort is voor het eerst geldig gepubliceerd in 1999 door K.R. Jensen.